# 一籠夜鶯
《一籠夜鶯》（法語：La Cage aux rossignols）是一部1945年由Jean Dréville所指導的的法國電影，本片在2004年被翻拍成《放牛班的春天》（Les Choristes）。

## 劇情
一位曾在感化院擔任教師的馬修，想把自己在感化院中的故事寫成書出版，但是卻得不到出版商的興趣。在困頓之虞，馬修替一位玩具飛機製造商擔任宣傳，而製造商雷蒙則設法拜託朋友在報社設一個專欄來記載馬修的故事。而在刊登後，馬修的女友瑪婷大感興趣，要求馬修述說更多細節，因而馬修回憶起當初在感化院中，訓練一群被認為是無可救藥的孩子，成為傑出的兒童合唱團。而在故事說完時，馬修這才發現原來瑪婷是當年其中一位頑皮學生的表姐。

## 外部連結
- 互联网电影数据库（IMDb）上《一籠夜鶯》的资料（英文）